# رونالد ميتلاند
رونالد ميتلاند هو متسابق يخت كندي، ولد في 6 يناير 1887 في غريمسبي في كندا، وتوفي في 15 أبريل 1937 في فانكوفر في كندا.

## وصلات خارجية
- رونالد ميتلاند على موقع أوليمبيديا (الإنجليزية)